# Dymasius duplus
Dymasius duplus es una especie de escarabajo del género Dymasius, familia Cerambycidae. Fue descrita científicamente por Holzschuh en 2017.
Habita en China. Los machos y las hembras miden aproximadamente 17,3-18,8 mm. El período de vuelo de esta especie ocurre en el mes de junio.